# Catedral de San Pablo (Calcuta)
La Catedral de San Pablo es una catedral de la Iglesia del Norte de la India con orígenes anglicanos situada en Calcuta, Bengala Occidental, India. De estilo neogótico, es la sede de la Diócesis de Calcuta. La primera piedra se puso en 1839, y el edificio se completó en 1847. Es la catedral más grande de Calcuta y la primera iglesia episcopal de Asia. Fue también la primera catedral construida en los territorios de ultramar del Imperio británico. El edificio se encuentra en Cathedral Road, en la «isla de atracciones» construida en el siglo xix para proporcionar más espacio para la creciente población de la comunidad europea de Calcuta.
Tras el terremoto de 1897 y el posterior terremoto de 1934, en el que Calcuta sufrió daños sustanciales, la catedral fue reconstruida con un diseño revisado. El estilo de la catedral es «indo-gótico», un estilo arquitectónico gótico adaptado a las condiciones climáticas de la India. El complejo de la catedral incluye una biblioteca, situada sobre el porche occidental, y una exposición de obras y recuerdos de artes plásticas.
Aparte del obispo Daniel Wilson, fundador de la catedral, la otra persona notable enterrada en la iglesia es John Paxton Norman, un juez presidente en funciones que fue asesinado en 1871.

## Localización
La catedral se encuentra frente a la Bishop's House («Casa del Obispo») situada en el 51 de Chowringhee Road, y es directamente visible desde el Victoria Memorial. La catedral se sitúa al este del Victoria Memorial y en el extremo sur del Maidan, el espacio abierto más grande de la ciudad. El edificio se encuentra en Cathedral Road, en la «isla de atracciones» de Calcuta, junto con el Victoria Memorial, el centro cultural Nandan, el complejo teatral Rabindra Sadan y el Planetario Birla.

## Historia

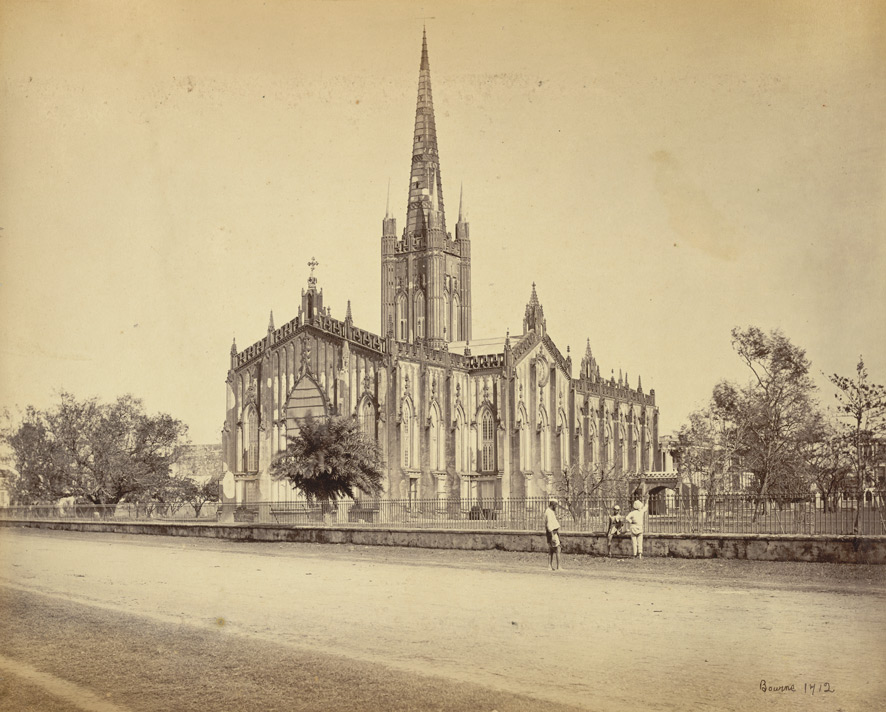
La Catedral de San Pablo en 1865.

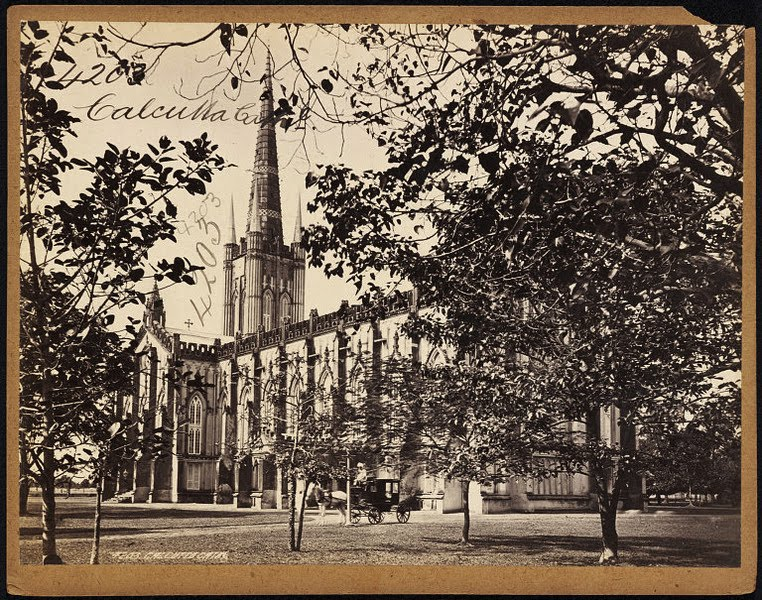
La catedral entre 1850 y la década de 1870.

La catedral fue construida para sustituir a la iglesia de San Juan, que se había quedado demasiado pequeña para la creciente comunidad europea de Calcuta; en 1810 había cuatro mil hombres británicos y trescientas mujeres británicas en Bengala.
En 1819, por petición del marqués de Hastings, entonces gobernador general de Bengala, el arquitecto William Nairn Forbes elaboró un diseño para la catedral; sin embargo, no fue aceptado porque se consideró demasiado caro de construir. El obispo Thomas Middleton sugirió como ubicación de la nueva catedral la parte de la ciudad conocida en la actualidad como Fives Court, donde se encuentra actualmente. En 1762 la zona había sido descrita como un bosque tan salvaje que albergaba tigres, y, al principio, se consideró «demasiado al sur» para servir como ubicación de la catedral. Sin embargo, Middleton murió en 1822 antes de que tomara forma el proyecto del edificio y los siguientes tres obispos, Reginald Heber, Thomas James y John Turner, fallecieron tras breves tenencias, y no fue hasta 1832, con el obispo Daniel Wilson, cuando se retomó el proyecto para construir la catedral.
Tras la compra de tres hectáreas de terreno para construir la catedral, se estableció un comité para su construcción. El mayor William Nairn Forbes (1796-1855), un ingeniero militar que posteriormente se convertiría en el mayor general de los ingenieros de Bengala, diseñó la catedral, por petición del obispo Wilson, con la ayuda del arquitecto C. K. Robinson, inspirándose en la torre y el chapitel de la Catedral de Norwich. El 8 de octubre de 1839, se inició la construcción mediante la puesta de la primera piedra. La catedral se completó tras ocho años de obras y fue consagrada el 8 de octubre de 1847. A la ceremonia de consagración, para la cual la Reina Victoria mandó «diez piezas de plata dorada» para la catedral, asistieron numerosos europeos y personas locales. La catedral se construyó en estilo neogótico, pero con elementos constructivos modernos, como una estructura de hierro. Contaba con un presbiterio, un santuario, varias capillas y un chapitel de 61 m de altura; el coste de la construcción del edificio fue de 435 669 rupias de entonces. La catedral puede alojar entre ochocientas y mil personas.
En el terremoto de 1897 la catedral sufrió daños y fue restaurada. En el posterior terremoto de 1934, que devastó Calcuta, se derrumbó la aguja de la catedral, y esta fue reconstruida con un diseño revisado. Tras el terremoto de 1934, la torre se reconstruyó inspirándose en la torre de la campana Harry de la Catedral de Canterbury. Tras su finalización, la Catedral de San Pablo sustituyó a la iglesia de San Juan como catedral de la ciudad. La catedral también tiene una estatua del obispo Reginald Heber (1783-1826), el segundo obispo de Calcuta, esculpida por Francis Leggatt Chantrey.
La catedral está bien conservada y se encuentra en una atmósfera serena y tranquila. Pueden visitar la iglesia personas de todos los cultos religiosos, y se realizan ceremonias con regularidad. La Navidad es una ocasión especial, en la que un gran número de personas se reúnen para participar en las festividades.

## Descripción

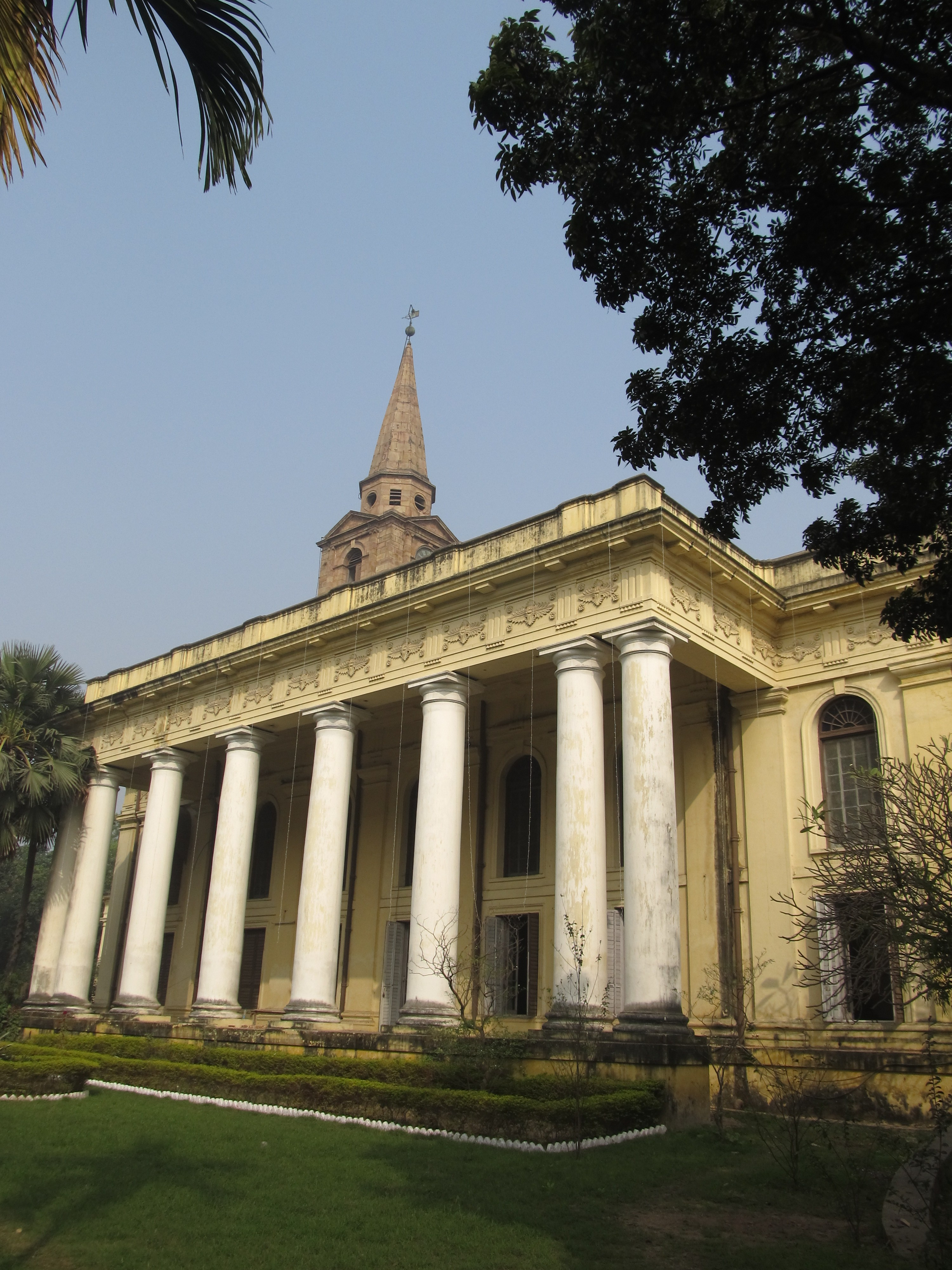
La Catedral de San Pablo sustituyó a la iglesia de San Juan (en la imagen) como catedral de la ciudad.

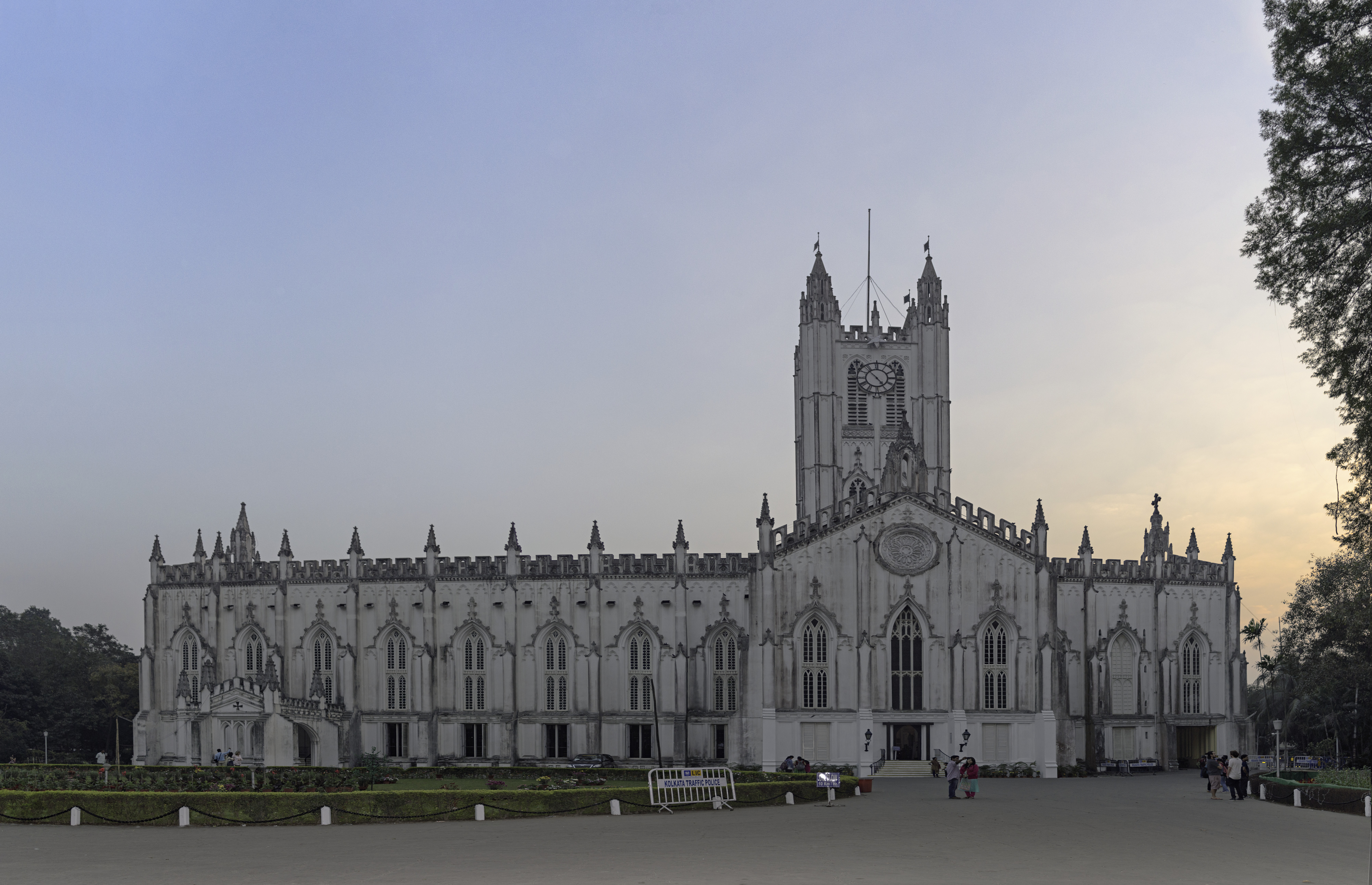
La Catedral de San Pablo de Calcuta.

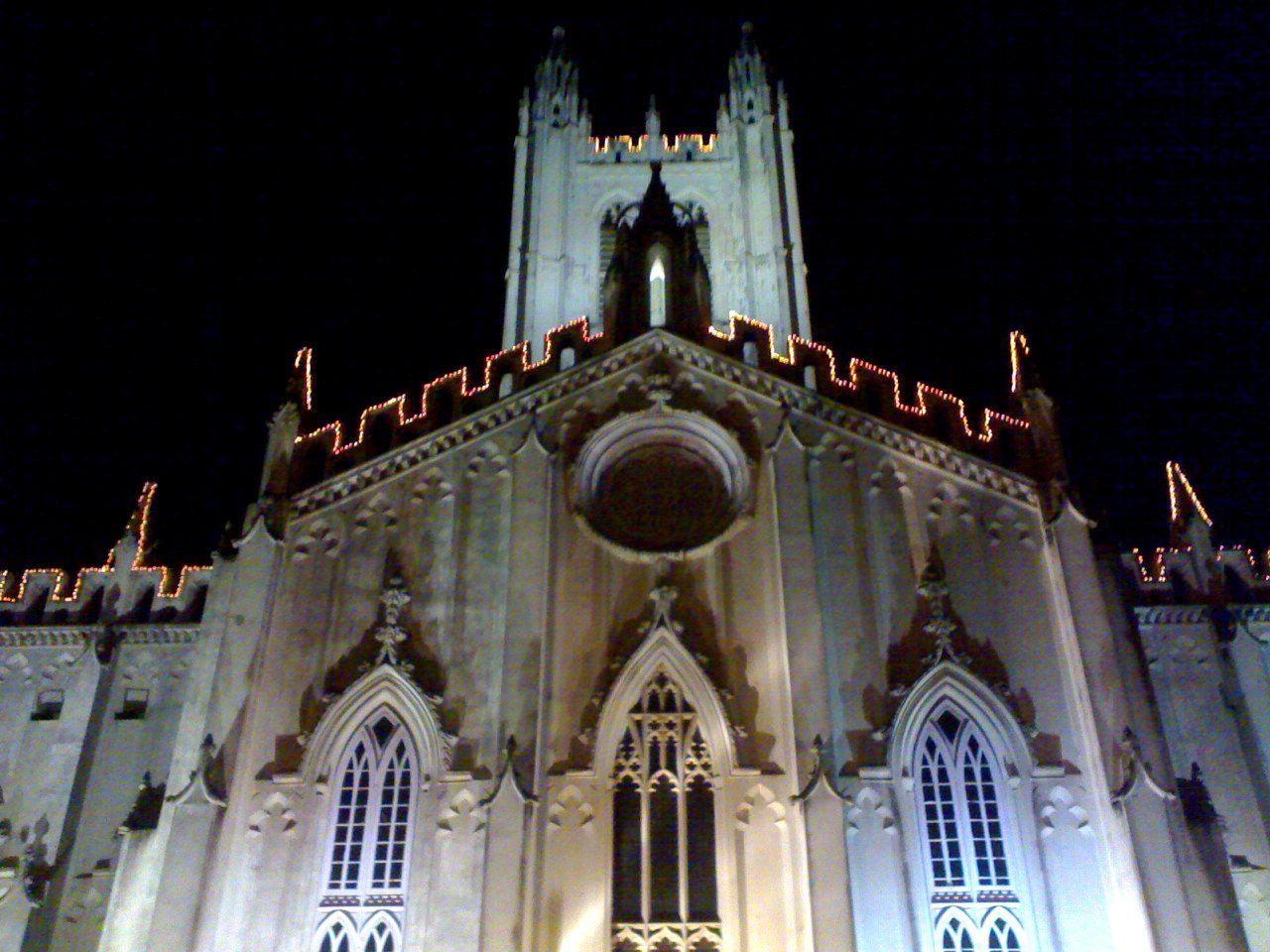
La catedral por la noche.

La Imperial Gazetteer definió el estilo arquitectónico de la catedral como «indo-gótico», refiriéndose a un estilo gótico adaptado a las condiciones climáticas de la India. También fue llamado un «gótico espurio adaptado a las exigencias del clima indio». El diseño de la catedral, también calificado como neogótico, incluye tres vidrieras y dos frescos de estilo renacentista florentino; la vidriera del oeste fue realizada por Morris & Co. según el diseño de Sir Edward Burne-Jones. La nave de la catedral mide 75 m de longitud, y su anchura es de 25 m; está equipada con bancos y sillas de madera bien elaborados. El chapitel central se eleva hasta una altura de 61 m, y la torre sobre la que se erige es de forma cuadrada y fue diseñada inspirándose en la Catedral de Canterbury, del siglo xii. La torre fue equipada con cinco relojes, cada uno de los cuales pesaba unas tres toneladas. Las vidrieras en el lado oeste fueron obra de Sir Edward Burne-Jones, un maestro prerrafaelita, y fueron encajadas en arcos medio hundidos; estas fueron diseñadas en 1880 en memoria de Lord Mayo, que fue asesinado en las Islas Andamán. Cuando se completó en 1847, la catedral en su conjunto fue comparada con la Catedral de Norwich. La ventana este, que tiene su vidriera original, fue destruida por un ciclón en 1964, y sustituida con una nueva en 1968. La cubierta de la catedral tiene la forma de una «curva suave» que se arquea sobre armaduras de hierro decoradas con «tracería gótica». El vestíbulo de la catedral es espacioso y no tiene ningún pasillo en sus laterales. Los materiales usados en la construcción de la catedral fueron ladrillos especiales, ligeros de peso y con una buena resistencia a la compresión. Las piedras talladas usadas eran de piedra de Chunar. Las superficies exteriores e interiores de la catedral fueron enyesadas con chunam fina semejante al estuco.
El interior de la catedral alberga una exposición de obras y recuerdos de artes plásticas. Hay un trono episcopal en el lado sur del altar, un retablo decorativo en su lado posterior que data de 1879, y tallas de episodios relacionados con la vida de san Pablo, la Anunciación, la Adoración de los Magos y la Huida a Egipto, todas ellas obra de Sir Arthur Blomfield. El salón parroquial de la catedral es el lugar de celebración de los eventos sociales. La pared este de la catedral cuenta con cuadros de la vida de san Pablo, pintados por Blomfield en 1886. También es destacable la pila bautismal, con su escultura del obispo Heber de rodillas. El órgano de la catedral, que tiene cuarenta y un registros, fue fabricado por Henry Willis and Sons de Londres y está todavía en uso.
El complejo de la catedral incluye también una biblioteca, situada sobre el porche occidental, que fue construida por iniciativa del obispo Wilson, quien donó ocho mil de sus libros y manuscritos. Posteriormente también donaron libros a la biblioteca W. Gordon y J. Nath de la Universidad de Oxford y la Calcutta Bible Society. La biblioteca alberga también una escultura de mármol del obispo Wilson.
La entrada a la catedral es por el norte, a través de una gran puerta de hierro forjado llamada Sir William Prentice Memorial Gate, que recibe su nombre en honor a Sir William Prentice, que fue miembro de la congregación de la catedral durante muchos años. La catedral está rodeada por un jardín bien cuidado. En 1847, se habían plantado sesenta y tres especies de árboles en este jardín.

## Enterramientos
El obispo Daniel Wilson, que había pedido ser enterrado en la catedral y también que se colocaran lápidas conmemorativas en ella, en la capilla del Bishop's College de Calcuta y en la iglesia de Santa María de Islington (Londres), se encuentra en una cámara subterránea de la catedral, donde también se expone una placa que le concedió la Reina Victoria. Sir John Paxton Norman, un juez presidente en funciones que fue asesinado, es recordado por una gran placa coronada por una cruz y decorada con un grabado que muestra a la Justicia con su balanza sobre un fondo de azulejos de flores que evocan el interés del juez Norman en la botánica. Arthur William Garnett, un ingeniero inglés que murió en la India en 1861, también fue enterrado aquí.